# Space Gallery

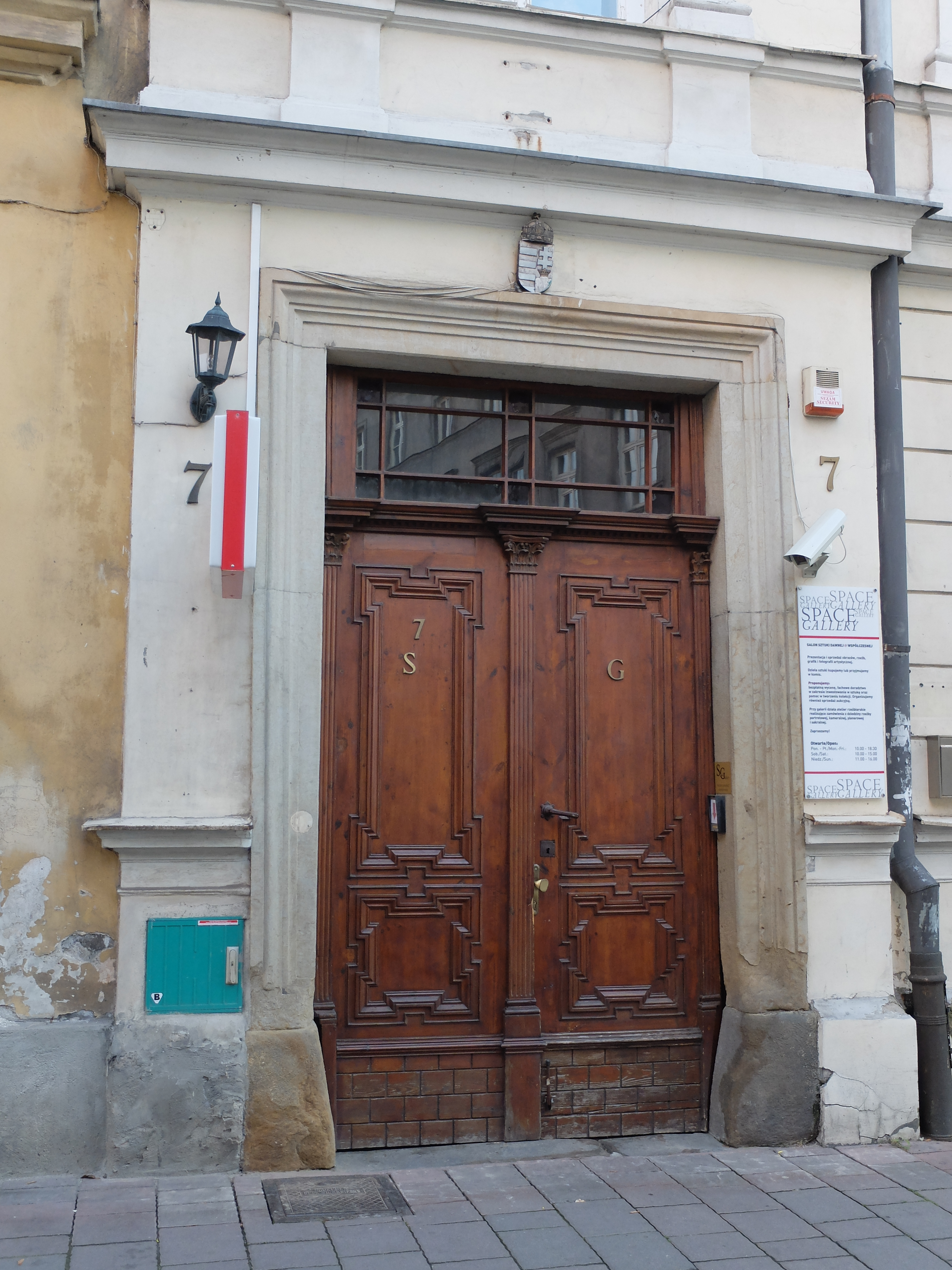
Drzwi do galerii (2013)

Space Gallery to galeria znajdująca się w Krakowie, która powstała w roku 1992. Jej właścicielką jest rzeźbiarka Barbara Zambrzycka-Śliwa. Galeria mieści się na ul. św. Marka 7. Jest miejscem spotkań i prezentacji dorobku zarówno profesorów i absolwentów krakowskiej Akademii Sztuk Pięknych jak i innych znanych malarzy XIX i XX wieku. Space Gallery prezentuje polską sztukę w całej różnorodności kierunków i tendencji artystycznych od wieku XIX do dzisiaj. W galerii można obejrzeć dzieła przedstawicieli polskiej awangardy, takich jak: Tadeusz Kantor, Roman Opałka, Alfred Lenica, Henryk Stażewski. 
Wśród prezentowanych prac pojawiają się nazwiska takich mistrzów, jak: Jan Matejko, Piotr Michałowski, Józef Brandt, Tadeusz Makowski, Jacek Malczewski, Olga Boznańska, Teodor Axentowicz, Leon Wyczółkowski, Juliusz Kossak, Konstanty Laszczka, płótna twórców związanych z École de Paris – Emmanuel Mané-Katz, Henryk Epstein, Henryk Hayden, Mela Muter, Komitetem Paryskim – Jan Cybis, Józef Czapski, Artur Nacht-Samborski.
Od 2011 r. na ul. św. Marka 22 działa Galeria AS - związana ze Space Gallery, która prezentuje młodych twórców z kraju i z zagranicy.